# Francisco de Ribera y Ovando
Francisco de Ribera Ovando O.S.A. (m. Segovia, 15 de septiembre de 1587) fue un noble y religioso español que fue elegido obispo de Segovia.
Natural de Cáceres, fue hijo de Francisco de Ribera y de Leonor de Vera y Mendoza, y estudió en la Universidad de Salamanca. Fue caballero de la Orden de Alcántara, inquisidor de Barcelona y del consejo de la Suprema Inquisición. Murió siendo obispo de Segovia, y fue enterrado en su catedral.
| Predecesor: Andrés de Cabrera-Bobadilla y de la Cueva | Obispo de Segovia 22 de julio de 1587 – 15 de septiembre de 1587 | Sucesor: Andrés Pacheco |